# Kartoharjo (plaats in Magetan)
Kartoharjo is een bestuurslaag in het regentschap Magetan van de provincie Oost-Java, Indonesië. Kartoharjo telt 3632 inwoners (volkstelling 2010).